# قراتلو (مراغة)
قراتلو هي قرية في مقاطعة مراغة، إيران. يقدر عدد سكانها بـ 1157 نسمة بحسب إحصاء 2016.